# Faramea corymbosa
Faramea corymbosa är en måreväxtart som beskrevs av Jean Baptiste Christophe Fusée Aublet. Faramea corymbosa ingår i släktet Faramea och familjen måreväxter. Inga underarter finns listade i Catalogue of Life.